# Warfare (Film)
Warfare (engl. für „Kriegsführung“) ist ein Kriegsdrama von Regisseur Alex Garland und dem Kriegsveteran Ray Mendoza. Der an einem Tag und größtenteils in Echtzeit spielende Film mit D’Pharaoh Woon-A-Tai, Cosmo Jarvis, Joseph Quinn, Will Poulter, Noah Centineo, Kit Connor, Finn Bennett und Charles Melton in den Hauptrollen erzählt die wahre Geschichte einer Navy-Seals-Einheit, die 2006 während der Besetzung des Irak in einen unerbittlichen Kampf ums Überleben geriet. Warfare kam im April 2025 in die deutschen, österreichischen und US-amerikanischen Kinos.

## Handlung
Am 19. November 2006 im Irak. Zur Sicherung eines umkämpften Gebiets besetzt ein Platoon Navy Seals ein Wohnhaus. Zu den jungen Soldaten gehören Sam, Ray, Elliott, Kelly, Mikey und Lieutenant McDonald. Anfänglich sollen sie nur ein benachbartes Gebäude observieren, doch die Situation im von Al-Qaida dominierten Feindesland eskaliert schnell und heftig. Beim Beschuss des Gebäudes durch MGs und Granatwerfer gibt es unter den Männern einen Toten und mehrere Schwerverletzte, unter diesen Elliott, der Scharfschütze der Truppe, und Sam, der sein halbes Bein verloren hat. Ohne auf schnelle Unterstützung hoffen zu können, beginnt für sie ein gnadenloser Überlebenskampf gegen die Zeit.

## Produktion

### Regie, Drehbuch und Filmschnitt
Regie führten Alex Garland und der Kriegsveteran Ray Mendoza. Gemeinsam schrieben sie auch das auf Mendozas Erlebnissen basierende Drehbuch, der selbst für die US Army im Irak-Krieg gekämpft hat. Es handelt sich bei Warfare nach Ex Machina, Auslöschung, Men – Was dich sucht, wird dich finden und Civil War um Garlands fünften Spielfilm. Für sein Drehbuch zu Ex Machina war er 2016 für den Oscar nominiert. Warfare ist die zweite Zusammenarbeit von Garland und Mendoza, der bereits bei seinem Film Civil War als militärischer Berater fungierte. Filmeditorin Fin Oates war in der Vergangenheit überwiegend für Fernsehserien und Kurzfilme tätig. Auch bei Molly Manning Walkers How to Have Sex hatte sie den Filmschnitt übernommen.

### Besetzung und Synchronisation
Der Kanadier D’Pharaoh Woon-A-Tai spielt eine jüngere Version von Mendoza. Der Brite Will Poulter spielt Erik, den Captain der Einheit. Cosmo Jarvis, der ebenfalls Brite ist, spielt Elliott Miller, den Scharfschützen der Truppe. Weiter auf der Besetzungsliste finden sich Kit Connor, Finn Bennett, Taylor John Smith, Michael Gandolfini, Noah Centineo, Henry Zaga, Joseph Quinn und Charles Melton, die Tommy, John, Frank, Lieutenant McDonald, Brian, Aaron, Sam und Jake spielen. Das Casting übernahm Kharmel Cochrane.
Die deutsche Synchronisation entstand nach einem Dialogbuch von Paul Kaiser und der Dialogregie von Roman Wessel im Auftrag der Neue Tonfilm Film- und Synchronproduktion GmbH in München.
| Darsteller           | Synchronsprecher        | Rolle                |
| -------------------- | ----------------------- | -------------------- |
| D’Pharaoh Woon-A-Tai | Patrick Roche           | Ray                  |
| Cosmo Jarvis         | Florian Clyde           | Elliott              |
| Will Poulter         | Konrad Bösherz          | Erik                 |
| Taylor John Smith    | Max Felder              | Frank                |
| Charles Melton       | Amadeus Strobl          | Jake                 |
| Michael Gandolfini   | Lucas Wecker            | Lieutenant Macdonald |
| Joseph Quinn         | Nico Sablik             | Sam                  |
| Adain Bradley        | Tobias John von Freyend | Sergeant Laerrus     |
| Kit Connor           | Nicolas Rathod          | Tommy                |
| Noah Centineo        | Julian Tennstedt        | Brian                |
| Henrique Zaga        | Alex Friedland          | Aaron                |
| Evan Holtzman        | Sebastian Kempf         | Brock                |
| Finn Bennett         | Jeremias Koschorz       | John                 |
| Aso Sherabayani      | Rêzan Cheikhmous        | Samir                |

### Dreharbeiten und Sounddesign
Die Dreharbeiten fanden ab Mai 2024 statt. Als Kameramann fungierte David J. Thompson, der bei Civil War als Kameraoperateur tätig war.
Der Film kommt ohne jegliche musikalische Untermalung aus. Das Sounddesign übernahm Glenn Freemantle. Alexandra Seitz bemerkt zu diesem in ihrer Kritik für epd Film, mit seiner Hilfe werde das Kino zum Ort, an dem der Krieg einem die Orientierung nimmt.

### Marketing und Veröffentlichung
Mitte Dezember 2024 wurde der erste Trailer vorgestellt. Anfang Februar 2025 folgte der erste deutsche Trailer. Am 11. April 2025 kam der Film in die US-Kinos. Der Kinostart in Deutschland und in Österreich erfolgte am 17. April 2025.

## Rezeption

### Altersfreigabe
In den USA erhielt der Film  ein R-Rating, was einer Freigabe ab 17 Jahren entspricht. In Deutschland wurde der Film von der FSK ab 16 Jahren freigegeben. In der Freigabebegründung heißt es, die auf einen überschaubaren Schauplatz beschränkte Handlung konzentriere sich auf die Perspektive der Navy Seals und zeige in nüchtern beobachtendem, dokumentarisch wirkendem Stil die verschiedenen Figuren beim Überlebenskampf. Die Kampfhandlungen seien dabei audiovisuell intensiv und dramatisch dargestellt, ohne zu beschönigen oder zu heroisieren.

### Kritiken
Von den bei Rotten Tomatoes aufgeführten Kritiken sind 93 Prozent positiv. Bei Metacritic erhielt der Film einen Metascore von 78 von 100 möglichen Punkten. Immer wieder wurde dabei bemerkt, der Film ähnele sehr Black Hawk Down von Ridley Scott.
Chris Schinke erklärt in seiner Kritik für Blickpunkt:Film, Warfare sei ein Film, der fast körperlich erfahrbar macht, was es bedeutet im Krieg zu sein, und lege einen brutalen, fast schon forensischen Realismus an den Tag, und einige Szenen, die Alex Garland und Ray Mendoza dem Publikum zumuten, seien nicht für jedermann geeignet. Desorientierung, Hektik und die Frage, was all jene in Walkie-Talkies gebrüllten Abkürzungen, Satzfragmente und Statusmeldungen nun konkret bedeuten mögen, bestimmten die Zuschauererfahrung, die sich was konkretes politisches Messaging angeht, auffallend zurückhalte. Und was den Einsatztrupp junger Männer in den Irak gebracht hat, welche politischen Umstände oder Hintergründe zu ihrer Stationierung geführt haben, seien Fragen, die in Warfare unbeantwortet blieben. Garlands und Mendozas Schwindel bereitende Kampfchoreografie sei bis ins kleinste Detail ausgearbeitet, wobei besonders die Leistungen von Kameramann David J. Thompson und Szenenbildner Mark Digby hervorzuheben seien. Der entschiedene Bruch mit Konventionen des Kriegsfilmgenres lasse eine Reduktion auf das Wesentliche der Kriegserfahrung zu: „Hier gibt es keine Romantisierung, kein Kämpferpathos, keine Heldenstilisierung und keine triumphale Filmmusik – lediglich die Erfahrung von ein paar viel zu jungen Männern, die ums Überleben kämpfen.“
Eric Goldman schreibt in seiner Kritik für IGN, Warfare sei schwer und verstörend anzusehen und gehöre wohl zu den extremsten „Krieg-ist-die-Hölle“-Filmen, die je von einem US-amerikanischen Studio gedreht wurden. Warfare sei ein technisch beeindruckender und absolut sehenswerter Film, der bewusst herausfordernd sei und den Zuschauer in die Lage dieser Männer versetze. Die nervenaufreibende Atmosphäre werde durch das unglaubliche Sounddesign, das maßgeblich zum immersiven Erlebnis beitrage, noch verstärkt, und die Kampfszenen wirkten klanglich wild und surreal, wenn Sounddesigner Glenn Freemantle die Lautstärke reduziert und den Ton verzerrt, bis man die Figuren kaum noch hören kann. Andere Szenen wiederum seien fast unerträglich laut. So sei Garland und Mendoza mit Warfare ein Film gelungen, bei dem man die meiste Zeit den Atem anhält, eine düster-effektive Reizüberflutung, und ein Film, der einen Einblick gibt, wie alptraumhaft und desorientierend ein solches Kampferlebnis sein kann.

### Einspielergebnis
Die weltweiten Einnahmen des Films aus Kinovorführungen belaufen sich auf 32,9 Millionen US-Dollar. US-Kinobesucher vergaben einen sehr guten CinemaScore von „A-“. Damit handelt es sich um die höchste Bewertung, die ein A24-Film je von CinemaScore erhalten hat.

### Auszeichnungen
Critics’ Choice Super Awards 2025
- Nominierung als Bester Actionfilm